# Anatole Morivaux
Anatole Morivaux est un homme politique français né le 17 janvier 1745 à Arbois (Jura) et décédé le 18 août 1816 à Arbois.
Commissaire du roi près le tribunal de district d'Arbois, il est député du Jura de 1791 à 1792, siégeant avec les modérés, dans la majorité. Compromis par les papiers découverts dans l'armoire de fer, il n'est libéré qu'après le 9 thermidor. Il devient juge au tribunal civil d'Arbois le 18 floréal an VIII et prend sa retraite en 1816.

## Sources
- « Anatole Morivaux », dans Adolphe Robert et Gaston Cougny, Dictionnaire des parlementaires français, Edgar Bourloton, 1889-1891 [détail de l’édition]